# Henrik Vinge
Henrik Olof Vinge, född 10 augusti 1988 i Järfälla, Stockholms län, är en svensk jurist och politiker (sverigedemokrat). Han är ordinarie riksdagsledamot sedan 2018, invald för Stockholms kommuns valkrets. Han var Sverigedemokraternas gruppledare i riksdagen från den 25 november 2019 till den 26 april 2023.
Vinge är utbildad jurist och avlade juristexamen vid Stockholms universitet 2017. Under studietiden arbetade han även ideellt som juridisk rådgivare för nättjänsten Lawline. Han har även arbetat som kriminalvårdare på Kriminalvården och som assistent på Academic Work. Efter juristexamen 2014 startade han firman Näthatjuristerna, som var specialiserad på brottsliga kränkningar på internet.
Han blev presschef för Sverigedemokraterna i mars 2015. Han utsågs till integrationspolitisk talesperson för Sverigedemokraterna i augusti 2018.
Han är sedan 2017 gift med stockholmspolitikern Linnéa Vinge, tidigare Cortés.
Han har av bedömare pekats ut som en företrädare för den så kallade "ansvarslinjen" i Sverigedemokraterna, med vilket menas att anpassa tonläget för att framstå som ett regeringsdugligt parti.